# Sirajganj (distrikt)
Sirajganj (engelska: Sirajganj District) är ett distrikt i Bangladesh.   Det ligger i provinsen Rajshahi, i den centrala delen av landet, 110 km nordväst om huvudstaden Dhaka. Antalet invånare är 3 097 489. Arean är 2 498 kvadratkilometer.
Terrängen i Sirajganj är mycket platt.
Trakten runt Sirajganj består till största delen av jordbruksmark. Runt Sirajganj är det mycket tätbefolkat, med 2 261 invånare per kvadratkilometer.